# 牧野純子
牧野 純子（まきの すみこ、1900年〈明治33年〉11月4日 - 1990年〈平成2年〉10月1日）は、上皇后美智子（当時の皇太子妃）の元東宮女官長。
皇太子明仁親王（当時）と正田美智子（当時）の成婚を機に、当時の常磐会（学習院女子OG会）の松平信子東宮職参与の選定により宮中に入り、58歳から東宮女官長として皇太子妃美智子に仕えた。
父は白石鍋島家（佐賀藩主鍋島家親類の重臣家）の男爵鍋島直明。夫は伯爵牧野伸顕の長男で式部官の牧野伸通。長女は松濤幼稚園創設者で東海大学教授の林貞子。次女にホーネンコーポレーションの元社長杉山元太郎（杉山金太郎長男）の妻淑子、ひ孫は代議士で岸田内閣で国務大臣を務めた堀内詔子。
フジテレビ（FNN系列）の特別番組テレビドラマ『プリンセス美智子さま物語 知られざる愛と苦悩の軌跡』の浜村時子（演:永作博美）のモデルとされている。墓所は青山霊園